# Roland Linz
Roland Linz (Leoben, Austria, 9 de agosto de 1981) es un exfutbolista austriaco. Jugaba de delantero y su último equipo fue el Os Belenenses de Portugal.

## Biografía
Linz empezó su carrera futbolística en un equipo de su ciudad natal, el DSV Leoben. Empezó en las categorías inferiores, pero con 16 años se marchó a Alemania para jugar con los juveniles del 1860 Múnich y Bayern de Múnich. Regresó con 18 años al DSV Leoben para formar parte de la primera plantilla. Después de marcar 21 goles en la temporada 2000-01 varios equipos se fijaron en él.
En 2001 fichó al final por el Austria de Viena. En la temporada 2002-03 el equipo realizó una excelente temporada y ganó los tres títulos nacionales, Liga, Copa y Supercopa.
En 2003 se marchó a jugar durante una temporada al Admira Wacker antes de emigrar a Francia para jugar con el OGC Niza en calidad de cedido. Con el equipo francés solo disputó media liga debido a su bajo rendimiento, y en el mercado de invierno regresó a su país, al SK Sturm Graz.
En 2005 regresó al Austria de Viena y conquistó otra Liga y otra Copa de Austria.
En 2006 aceptó una oferta del Boavista portugués. Al finalizar esa temporada fichó por el Sporting de Braga.
Allí tampoco terminó de convencer.

## Selección nacional
Ha sido internacional con la selección de fútbol de Austria en 39 ocasiones. 
Su debut como internacional se produjo el 27 de marzo de 2002 en un partido contra Eslovaquia.
Fue convocado por su selección para disputar la Eurocopa de Austria y Suiza de 2008. Disputó dos partidos en esta competición.

## Clubes
| Club                      | País      | Año         |
| ------------------------- | --------- | ----------- |
| DSV Leoben                | Austria   | 1999 - 2001 |
| FK Austria Viena          | Austria   | 2001 - 2003 |
| VfB Admira Wacker Mödling | Austria   | 2003 - 2004 |
| OGC Niza                  | Francia   | 2004        |
| SK Sturm Graz             | Austria   | 2005        |
| FK Austria Viena          | Austria   | 2005 - 2006 |
| Boavista Futebol Clube    | Portugal  | 2006 - 2007 |
| SC Braga                  | Portugal  | 2007 - 2009 |
| Grasshoppers              | Suiza     | 2009        |
| Gaziantepspor             | Turquía   | 2009 - 2010 |
| Austria Viena             | Austria   | 2010 - 2012 |
| Muangthong Utd            | Tailandia | 2013        |
| Os Belenenses             | Portugal  | 2014        |

## Títulos
- 2 Bundesligas de Austria (Austria de Viena, 2003 y 2006)
- 2 Copas de Austria (Austria de Viena, 2003 y 2006)
- 1 Supercopa de Austria (Austria de Viena, 2003)